# Kalevi Sylander
Kalevi Kaapo Sylander (Helsinki, 18 maggio 1931 – Vantaa, 13 gennaio 2014) è stato un cestista finlandese.

## Carriera
In carriera ha giocato nell'Helsingin Jyry in Korisliiga. Ha vestito la maglia della Finlandia in 47 occasioni dal 1950 al 1959, mettendo a segno 130 punti. Proprio con la Finlandia ha disputato i Giochi olimpici del 1952, oltre agli Europei 1951, 1955 e 1957.